# دانيال روبرتس (لاعب اتحاد الرغبي)
دانيال روبرتس (بالإنجليزية: Daniel Roberts)‏ هو لاعب اتحاد الرغبي جنوب أفريقي، ولد في 20 يناير 1992 في Heidelberg, Western Cape ‏ في جنوب أفريقيا.